# Ростково (Дубровенский район)
Ростко́во (бел. Растко́ва) — деревня в Дубровенском районе Витебской области Республики Беларусь. В составе Волевковского сельсовета.

## География
Рядом трасса Н2700.
Ближайшие населённые пункты Калиновка, Русаны и др.

## История
В 1910 году в Холбнянской волости Горецкого уезда Могилёвской губернии.
В 1924—1960 годах центр Ростковского сельсовета. До 8 апреля 2004 года входила в состав Зарубского сельсовета.

## Население

### Численность
- 1999 год — 8 человек

### Динамика
- 1857 год — 108 человек[4]
- 1910 год — 27 дворов, 101 муж., 122 жен. (деревня); 1 двор, 2 муж., 2 жен. (посёлок)[2]
- 1999 год — 8 человек (перепись населения)